# جوزو ایتامی
جوزو ایتامی (به ژاپنی: 伊丹 十三، Juzo Itami)؛ ۱۵ مهٔ ۱۹۳۳ – ۲۰ دسامبر ۱۹۹۷) هنرپیشه و کارگردان اهل ژاپن بود. وی بین سال‌های ۱۹۶۰ تا ۱۹۸۹ میلادی فعالیت می‌کرد.